# Festiwal Kabaretu w Koszalinie
Festiwal Kabaretu w Koszalinie – impreza kabaretowa odbywająca się od 1995 r. w ostatnią sobotę lipca w koszalińskim amfiteatrze. Biorą w niej udział wykonawcy z całej Polski. Organizatorem jest Kabaret Koń Polski. W latach 1995–2017 kabareton transmitowany był na żywo w TVP2. Od 2017 r. kabareton transmituje telewizja Polsat. W 2017 festiwal został wyemitowany dzień później – w niedzielę 30 lipca o 20.05, a w 2018 transmisja była wyemitowana na żywo ze względu na remont amfiteatru. Impreza miała miejsce w hali widowiskowo-sportowej w Koszalinie. Honorowy patronat nad Festiwalem sprawuje Prezydent Miasta Koszalina. 

## Edycje festiwalu
Co roku imprezie towarzyszy inny temat przewodni, którego dotyczą skecze i piosenki. Dotychczasowe tematy Festiwalu w Koszalinie to:
- 1995 – I Letni Festiwal Kabaretu w Koszalinie
- 1996 – II Letni Festiwal Kabaretu w Koszalinie
- 1997 – III Letni Festiwal Kabaretu w Koszalinie
- 1998 – IV Letni Festiwal Kabaretu w Koszalinie To pisać ten bilet?
- 1999 – V Letni Festiwal Kabaretu w Koszalinie Port Ko(s)miczny Koszalin
- 2000 – VI Festiwal Kabaretu w Koszalinie Camping Europa
- 2001 – VII Festiwal Kabaretu w Koszalinie Teraz kabaret!
- 2002 – VIII Festiwal Kabaretu w Koszalinie Bujając w obłokach
- 2003 – IX Festiwal Kabaretu w Koszalinie Na kabarecie w hipermarkecie
- 2004 – X Festiwal Kabaretu w Koszalinie Marian i Hela – Powtórka z wesela
- 2005 – XI Festiwal Kabaretu w Koszalinie Rzeczpospolita kabaretowa
- 2006 – XII Festiwal Kabaretu w Koszalinie Fabryka śmiechu
- 2007 – XIII Festiwal Kabaretu w Koszalinie Kabaretowa wojna domowa – wystąpili: Kabaret Moralnego Niepokoju, Marcin Daniec, Neo-Nówka, Kabaret Ciach, Kabaret Jurki, Ireneusz Krosny, Kabaret Koń Polski, Kabaret Rak, Paranienormalni, Paweł Dłużewski
- 2008 – XIV Festiwal Kabaretu w Koszalinie Autostrada do śmiechu – wystąpili: Kabaret Moralnego Niepokoju, Neo-Nówka, Kabaret pod Wyrwigroszem, Kabaret Skeczów Męczących, Kabaret Smile, Jurki, Kabaret Limo, Krzysztof Piasecki, Kabaret Koń Polski, Kabaret Rak, Kwartet Okazjonalny
- 2009 – XV Festiwal Kabaretu w Koszalinie Kabaret TV – wystąpili: Kabaret Ani Mru-Mru, Kabaret pod Wyrwigroszem, Marcin Daniec, Kabaret Koń Polski, Kabaret Ciach, Kabaret Skeczów Męczących, Kabaret Smile, Kabaret Rak, Kabaret Słuchajcie, Słoiczek po Cukrze, Grzegorz Halama, Grupa Rafała Kmity
- 2010 – XVI Festiwal Kabaretu w Koszalinie Kabaretowa Stacja Ko(s)miczna – wystąpili: Kabaret Moralnego Niepokoju, Kabaret Skeczów Męczących, Kabaret Nowaki, Kabaret Młodych Panów, Marcin Daniec, Kabaret Widelec, Kabaret pod Wyrwigroszem, Katarzyna Piasecka, Kabaret Koń, Formacja Chatelet, Kabaret Czesuaf,
- 2011 – XVII Festiwal Kabaretu w Koszalinie Bitwa na Czary – wystąpili: Neo-Nówka, Kabaret Paranienormalni, Koń Polski (kabaret), Kabaret Skeczów Męczących, Kabaret pod Wyrwigroszem, Łowcy.B, Formacja Chatelet, Kabaret Jurki, Kabaret KaŁaMaSz, Kabaret DKD, Kabaret Młodych Panów, Kabaret Rak
- 2012 – XVIII Festiwal Kabaretu w Koszalinie SPA Koszalin- Kabaret Paranienormalni, Łowcy.B, Kabaret Młodych Panów, Kabaret Skeczów Męczących, Mikołaj Cieślak, Kabaret Ciach, Kabaret Smile, Kabaret Nowaki, Koń Polski (kabaret), Kabaret Czesuaf, Tercet czyli Kawartet .
- 2013 – XIX Festiwal Kabaretu w Koszalinie Port lotniczy Koszalin[2]- wystąpili: Paranienormalni, Kabaret Skeczów Męczących, Kabaret Smile, Kabaret Jurki, Kabaret Rak, Kabaret Młodych Panów, Paweł Dłużewski, Formacja Chatelet, Koń Polski (kabaret), Kabaret Czesuaf, Kabaret z Konopi.
- 2014 – XX Jubileuszowy Festiwal Kabaretu w Koszalinie[3]- wystąpili: Kabaret Moralnego Niepokoju, Kabaret Skeczów Męczących, Kabaret pod Wyrwigroszem, Marcin Daniec, Koń Polski (kabaret), Kabaret Rak, Piotr Gąsowski, Kabaret Ciach, Robert Korólczyk, Kabaret Inaczej, Zespół Romanca
- 2015 – XXI Festiwal Kabaretu w Koszalinie Koszalinwood[4]- wystąpili: Neo-Nówka, Kabaret Moralnego Niepokoju, Łowcy.B, Kabaret pod Wyrwigroszem, Robert Korólczyk, Koń Polski (kabaret), Mariusz Kałamaga, Kabaret Czesuaf, Kabaret Rak
- 2016 – XXII Festiwal Kabaretu w Koszalinie Park Rozrywki Koszalin[5] – wystąpili: Kabaret Moralnego Niepokoju, Kabaret pod Wyrwigroszem, Marcin Daniec, Kabaret Rak, Kabaret Chyba, Grzegorz Halama, Kabaret Ciach, Kabaret Koń Polski, Fair Play Crew.
- 2017 – XXIII Festiwal Kabaretu w Koszalinie Bananowa Republika[6] – wystąpili: Kabaret Moralnego Niepokoju, Kabaret Młodych Panów, Jurki, Nowaki, Ewa Błachnio, Michał Wójcik, Kabaret Chyba, Kabaret Koń Polski, Kabaret Rak
- 2018 – XXIV Festiwal Kabaretu w Koszalinie Letnia Ambasada Humoru[7] – wystąpili: Kabaret Młodych Panów, Kabaret Smile, Kabaret Jurki, Kabaret Rak, Kabaret Koń Polski, Kabaret Chyba, Kabaret z Konopi, Polefka, Para nr 2 (Ewa Błachnio i Łukasz Kaczmarczyk), Szymon Łątkowski, gwiazda muzyczna - Sławomir Zapała.
- 2019 - XXV Festiwal Kabaretu w Koszalinie Srebrne Wesele Mariana i Heli - wystąpili: Robert Korólczyk z Kabaretu Młodych Panów, Michał Paszczyk z Paranienormalnych, Kabaret Kałasznikof, Kabaret Neo-Nówka, Koń Polski, Kabaret pod Wyrwigroszem, Kabaret Rak, Kabaret Jurki (w tym Agnieszka Litwin-Sobańska), Jerzy Kryszak, Grzegorz Dolniak.
- 2020 – XXVI Festiwal Kabaretu w Koszalinie. Marian i Hela. Wakacje 2020 – z powodu pandemii koronawirusa festiwal został odwołany, a Telewizja Polsat wyemitowała specjalny program ukazujący skecze z lat 2017-2019 przerywane scenkami kabaretu Koń Polski i kabaretu Rak z Marianem i Helą[8].
- 2021 – XXVI Festiwal Kabaretu w Koszalinie Stacja Pcim. Ale odjazd![9] – wystąpili: Kabaret Neo-Nówka, Kabaret Młodych Panów, Kabaret Smile, Kabaret Skeczów Męczących, Kabaret Jurki, Kabaret Rak, Kabaret Chyba.
- 2022 – XXVII Festiwal Kabaretu w Koszalinie Wakacje all incluSyf[10] – wystąpili: Kabaret Neo-Nówka, Kabaret Moralnego Niepokoju, Koń Polski, Kabaret Chyba, Kabaret z Konopi, Kabaret Młodych Panów, Kabaret Jurki (w tym Agnieszka Litwin-Sobańska), Kabaret Rak, Wojciech Kamiński.
- 2023 – XXVIII Festiwal Kabaretu w Koszalinie.
- 2024 – XXIX Festiwal Kabaretu w Koszalinie.
- 2025 – XXX Festiwal Kabaretu w Koszalinie.

Do 2008 roku festiwal prowadził Piotr Bałtroczyk. Impreza posiadała również Gwiazdę muzyczną.